# 한국공항
한국공항(韓國空港, Korea Airport Service)은 항공기 지상조업서비스, 수하물 탑재 및 하역, 항공화물 조업, 항공기 급유, 항공기 정비 등의 서비스를 제공하기 위하여 설립된 한진그룹으로 항공을 사업하고 있는 최대주주는 대한항공(보유지분 59.54%)이다. 서울특별시 강서구 양천로 13 (방화동) 한국공항빌딩에 있다.

## 연혁
- 1968년 2월 자본금 5천만원으로 한국공항(주) 설립
- 1976년 12월 자본금 5억 5천만원으로 증자하고 기업공개
- 1985년 9월 지선공항 운송업무 KAL로부터 인수
- 1987년 7월 사옥 준공 이전 (서울특별시 강서구 방화동 499-1)
- 1987년 12월 김포공항 장비공장 준공 (연건평 2705평)
- 1990년 5월 IATA Ground Handling Council 가입
- 1999년 5월 (주)한국항공과 합병
- 2001년 3월 인천국제공항 지상조업장비정비시설 준공. 제주유리온실 준공
- 2005년 7월 Fork Lift 렌탈사업 진출
- 2006년 8월 항공기 정비사업 진출
- 2007년 1월 통합조업시스템(TOSS) 개발
- 2007년 4월 항공기정비조직인증(AMO) 취득
- 2007년 8월 인천국제공항 제2화물터미널 개청
- 2007년 12월 인천세탁시설 준공
- 2009년 8월 ISAGO 인증 취득
- 2009년 10월 축산물 HACCP (위해요소중점관리기준) 인증 취득
- 2009년 11월 진에어 국내선 항공정비 수주
- 2010년 3월 자원봉사활동단체 '함사세(함께사는 세상)' 결성
- 2010년 4월 제주민속촌 '거상 김만덕' 오픈세트장 완공
- 2010년 7월 진에어 국제선 운항정비 개시
- 2010년 9월 UPS 운항정비 개시. 렌탈(Fork Lift) 사업 의왕서비스센터 개소
- 2011년 6월 모바일 조업시스템 현장 적용
- 2011년 10월 TOSS, Mobile TOSS, ev-LOS system 저작권 등록완료
- 2011년 12월 AEO 인증 (보세구역 운영인 부문 AA등급 취득)
- 2012년 4월 수출화물 적하목록 사전제출제도 시행
- 2013년 1월 부산지점, 라오항공(QV) 첫 조업 수행
- 2013년 7월 스마트러닝 도입
- 2014년 3월 6·25중국군전사자 유골 송환 조업 수행
- 2014년 8월 한진제주퓨어워터 디어베이비 런칭

## 사건·사고 및 논란

### 한국공항 자금담당 직원 760억원 규모 횡령
2014년 4월 한국공항 측은 자금담당 직원이던 정씨가 한국공항 자기자본 대비 31.17%에 달하는 760억원 규모의 계열사 주식을 무단 인출해 회사 자금을 횡령한 것을 자체 적발하여 검찰청에 고소했다. 이같은 사실을 안 김천세무서와 부천세무서는 한국공항이 정씨에게 한진해운홀딩스 주식을 명의신탁하여 거래함으로써 발생한 주식거래 차익 20억여원이 회사에 귀속됐을 수 있다고 보고 이에 대한 법인세 270억원, 증여세 180억원 등 총 450억원을 부과하였다. 이에 대해 한국공항 측은 "자금담당 직원에게 계열사 주식을 명의신탁해 거래하게 한 사실이 없으며 한국공항이나 대표 또한 거래 차익을 취득한 사실이 없다"며 "법정기한 내 징수유예를 신청하고 행정심판 및 행정소송을 제기하는 등 적극 대응할 예정"이라고 밝혔다. 또한 "세무서에서 당사 자금담당 직원의 개인 범죄행위를 회사 차원의 주식 거래인 것으로 오인하여 내린 부당한 처분"이라고 설명했다.

## 본점 및 지점 현황
- 본점: 서울특별시 강서구 양천로 13 (방화동)
- 평해지점: 경상북도 울진군 평해읍 동해대로 720-107 - 한국공항 평해광업소. 과거 후포리층의 석회암을 채굴하던 석회석 광산으로 현재는 폐광되었다.

## 같이 보기
- 대한항공공사
- 한국공항공사
- 이스타포트
- 제이에이에스
- 티웨이에어서비스
- 아시아나에어포트